# Pāśupata Sūtra
I Pāśupata Sūtra sono un'opera di autore ignoto che la tradizione attribuisce a Lakulīśa. I sūtra di quest'opera costituiscono uno dei testi fondamentali della tradizione śaiva dei Pāśupata, tradizione risalente ai primi secoli dell'era volgare e attualmente estinta.

## Generalità

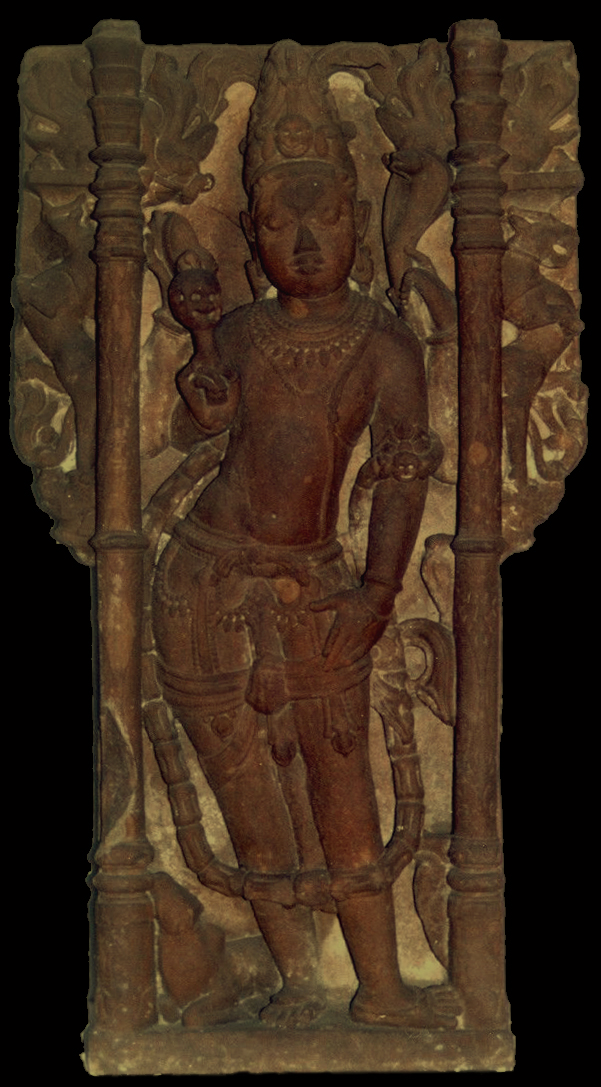
Statua di Lakulīśa presso l'Indian National Museum, Nuova Delhi

Probabilmente risalenti ai primi secoli della nostra era, secondo l'orientalista Raniero Gnoli, questi sūtra sono stati scoperti soltanto di recente, nel 1940, e pubblicati nella Trivandrum Sanskrit series.
Del testo ci è noto un solo commento, il Pañchārtha bhāṣya, a opera di Kauṇḍinya, non posteriore al V secolo. Kauṇḍinya è da identificarsi con un altro autore, Rāśikara, al quale è attribuito il medesimo commento. Similmente i Pāśupata Sūtra sono tradizionalmente considerati opera di Lakulīśa, o Nakulīśa, che dai fedeli era altresì ritenuto avatāra di Śiva.

## Contenuti
(Pāśupata Sūtra IV, 2-7, traduzione di Raniero Gnoli, in Testi dello Śivaismo, Op. cit., 1962)
Il fine soteriologico che il testo mette in evidenza è quello dell'unione con la divinità, Rudra-Śiva, qui nell'aspetto di Paśupati, il "Signore degli animali", essendo per animali da intendersi i "corpi trasmigranti". L'unione con Dio, causa efficiente e materiale di ogni cosa, è una caratteristica peculiare delle tradizioni śaiva moniste.
L'attività di Dio è triplice: Egli crea, mantiene e dissolve l'universo. In questo, Paśupati è libero da ogni fine. Paśupati è il Signore (pati) delle anime, assimilate al bestiame (paśu) perché ignoranti della loro natura autentica, divina, e quindi per questo soggette al dolore dell'esistenza e alla trasmigrazione. Espressione della natura divina sono due potenze: la potenza di conoscenza e la potenza di azione. Effetto di queste potenze sono le stesse anime e la loro capacità di conoscere e riconoscersi in Dio.
Al fedele è indicato un percorso basato su due aspetti fondamentali: la devozione e gli atti. Tra questi ultimi: l'immersione nella cenere; la recitazione di mantra; l'adozione di comportamenti volti a suscitare il biasimo e il disprezzo: comportarsi in modo strano, da ubriaco, mostrare di dormire e russare, parlare senza criterio, danzare, ridere con violenza, eccetera: tutti sistemi per infrangere l'amor proprio, mettere da parte il proprio ego per ritrovarsi in Dio.

## Suddivisione
In complesso, l'opera, molto breve, consiste di 47 sūtra raggruppati in strofe. Il testo è suddiviso in cinque capitoli, ognuno dei quali termina con una formula rituale, formula che si ritrova con qualche variante già nella Taittirīya Āraṇyaka, testo del vedismo. Le cinque strofe corrispondono ai cinque volti di Śiva Panchānana ("Śiva dai cinque volti"):
1. Sadyojāta, il nato adesso
2. Vāmadeva, il dio che splende[3]
3. Aghora, il non terrifico
4. Tatpuruṣa, il servo
5. Īśāna, il sovrano